# Rotaciona spektroskopija
Rotaciona spektroskopija obuhvata spektroskopske tehnike kojima se mogu proučavati rotacije molekula: mikrotalasna spektroskopija i Ramanova spektroskopija.

## Rotacije molekula
Svaki molekul u gasovitoj fazi može da rotira. U čvrstom materijalu i tečnostima, molekulske rotacije su ometene ili zakočene interakcijama s drugim molekulima. Čak i slobodni molekuli, ne mogu da rotiraju na bilo koji način: molekulske vibracije su kvantizovane. Molekul može imati samo određene ugaone količine kretanja. To znači da molekuli imaju diskretne nivoe rotacione energije. Apsorpcijom ili emisijom kvanta energije u obliku fotona, molekul može preći iz jednog rotacionog energetskog nivoa u drugi: molekul će ubrzati ili usporiti rotaciju za tačno određenu vrednost.
Elektromagnetno zračenje, kao talas električnog i magnetskog polja u prostoru, može interagovati jedino s objektima s promenjivim električnim ili magnetskim poljem. Da bi elektromagnetno zračenje interagovalo s molekulskim rotacijama, molekulske rotacije moraju proizvoditi promenjivo električno polje u svojoj okolini (stalna magnetska polja kod molekula postoje samo kod izuzetno retkih molekula), a to mogu samo molekule s trajnim električnim poljem. Najjače se sprežu molekuli koji imaju trajni dipolni moment.
Kod raspršenja zračenja, elektromagnetno zračenje se spreže s električnim poljem koje je uzrokovano polarizacijom molekula usled delovanja električnog polja samog elektromagnetnog zračenja. To znači da će neelastično raspršenje elektromagnetnog zračenja biti moguće jedino ako polarizabilnost molekula zavisi od odabranog smjera (anizotropni molekuli). (Elastično raspršenje zračenja ne daje nikakve informacije o molekulskim kretanjima).

## Opšti principi
Moment tromosti se definiše kao: {\displaystyle I=\sum _{i=1}^{N}m_{i}r_{i}^{2}}, gde je m masa atoma, a {\displaystyle r} udaljenost atoma od ose rotacije. Za proizvoljnu orijentaciju molekula, može se definisati matrica momenata tromosti:
{\displaystyle {\tilde {I}}={\begin{vmatrix}\sum _{i=1}^{N}m_{i}r_{xi}^{2}&\sum _{i=1}^{N}m_{i}r_{xi}r_{yi}&\sum _{i=1}^{N}m_{i}r_{xi}r_{zi}\\\sum _{i=1}^{N}m_{i}r_{xi}r_{yi}&\sum _{i=1}^{N}m_{i}r_{yi}^{2}&\sum _{i=1}^{N}m_{i}r_{yi}r_{zi}\\\sum _{i=1}^{N}m_{i}r_{xi}r_{zi}&\sum _{i=1}^{N}m_{i}r_{yi}r_{zi}&\sum _{i=1}^{N}m_{i}r_{zi}^{2}\end{vmatrix}}}.
Moguće je odabrati koordinatne ose tako da gornja matrica bude dijagonalna: {\displaystyle I_{xy}=I_{xy}=I_{yz}=0}. U tom slučaju ose rotacije se zovu glavne ose rotacije. Momenti tromosti, koji odgovaraju glavnim osima rotacije, označavaju se s {\displaystyle I_{A}}, {\displaystyle I_{B}} i {\displaystyle I_{C}}. Moment tromosti {\displaystyle I_{A}} odgovara najmanjem momentu tromosti, a {\displaystyle I_{C}} odgovara najvećem momentu tromosti. Molekuli se prema simetriji mogu podieliti na:
- sferične rotore: {\displaystyle I_{A}=I_{B}=I_{C}},
- linearne rotore: {\displaystyle I_{A}=0}, {\displaystyle I_{B}=I_{C}},
- simetrične rotore: {\displaystyle I_{A}\neq \ I_{B}=I_{C}} i
- asimetrične rotore: {\displaystyle I_{A}<I_{B}<I_{C}}.

Izgled spektra molekula zavisi od skupa kome molekul pripada.
Zbog rotacija, molekuli osećaju centrifugalnu silu, koja ih deformiše. Deformacija molekula uzrokuje promenu momenta tromosti što može da komplikuje proračun položaja spektroskopskih linija. Zbog toga se često koristi aproksimacija krutog rotora: pretpostavlja se da se molekuli ne deformišu uslijed centrifugalnih sila. Drugi problem nastaje usled sprezanja rotacija i vibracija molekula. To se rešava pretpostavkom da molekul uopšte ne vibrira.

### Dvoatomni molekuli
Dvoatomni molekuli, po definiciji spadaju u linearne rotore. Rotacija dva objekta oko zajedničkog težišta se može prikazati kao rotacija jednog objekta redukovane mase, oko ose rotacije, čija je udaljenost do objekta jednaka udaljenostima dvaju ishodnih objekata. Redukovana masa se računa po formuli:
{\displaystyle \mu ={\frac {m_{1}m_{2}}{m_{1}+m_{2}}}}
Rešenjem Šredingerove jednačine, uz aproksimaciju krutog rotora i pretpostavkom da molekul ne vibrira, kao rešenje, se dobija: rotacioni član:
{\displaystyle F(J)=BJ(J+1)}
gde je {\displaystyle J} rotacioni kvantni broj, a {\displaystyle B} rotaciona konstanta. {\displaystyle J} može poprimiti celobrojne vrednosti veće od 0: {\displaystyle J=0,1,2} ... Rotaciona konstanta se definiše kao:
{\displaystyle B={\frac {h^{2}}{2\pi ^{2}I}}}.
Rotaciona konstanta ima dimenziju frekvencije i obično se izražava u megahercima (MHz). Ponekad se koristi rotaciona konstanta koja ima dimenziju talasnog broja (jedinica je recipročni centimetar):
{\displaystyle {\tilde {B}}={\frac {h^{2}}{2\pi ^{2}Ic}}}.
Energija spektroskopskog prelaza odgovara razlici dva članova:
{\displaystyle E=hc[F(J_{i})-F(J_{j})]}
Foton, kao čestica koja ima spin 1 može promeniti rotacioni kvantni broj za 1. To daje izborno pravilo za rotacioni prelaz vođen dipolnim momentom molekule:
{\displaystyle \Delta J=\pm 1}
Kod raspršenja zračenja (Ramanski prelaz), jedan foton se apsorbuje, a jedan emituje, pa je izborno pravilo:
{\displaystyle \Delta J=\pm 2}
Pomoću danih izbornih pravila moguće je izračunati položaj spektroskopskih linija u spektru. Spektroskopske linije su međusobno jednako udaljene; Položaj linije u apsorpcijskom ili emisionom spektru je:
{\displaystyle \Delta \Delta F(J)=F(J+1)-F(J)=2B(J+1)},
a u Ramanovom spektru:
{\displaystyle \Delta \Delta F(J)=F(J+2)-F(J)=2B(2J+3)}.
Realni molekuli nisu kruti rotori, a čak i u najnižem vibracionom stanju, vibriraju, pa je opšte rešenje puno komplikovanije:
{\displaystyle F_{v}(J)=B_{v}J(J+1)-D_{v}[J(J+1)]^{2}+H_{v}[J(J+1)]^{3}+L_{v}[J(J+1)]^{4}+...}
Gde su, vibraciono zavisne, rotacione konstante:
{\displaystyle B_{v}(J)=B_{e}-\alpha _{e}\left(v+{\frac {1}{2}}\right)+\gamma _{e}\left(v+{\frac {1}{2}}\right)^{2}+...}
{\displaystyle D_{v}(J)=D_{e}-\beta _{e}\left(v+{\frac {1}{2}}\right)+...}
{\displaystyle \alpha _{e}}, {\displaystyle \beta _{e}}, {\displaystyle \gamma _{e}}... su konstante sprezanja rotacije i vibracije, a {\displaystyle B_{e}}, {\displaystyle D_{e}}, {\displaystyle H_{e}}... su rotacione konstante, ekstrapolisane na dno vibracione ravni potencijalne energije.

### Linearni rotori
Molekuli koje spadaju u grupu linearnih rotora imaju sve atome na zamišljenom pravcu (internuklearnoj osi). To znači da je moment tromosti kroz internuklearnu osu jednak nuli ({\displaystyle I_{A}=0}): rotacija oko internuklearne ose zapravo uopšte nije rotacija molekula. Preostale ose rotacije su jednake: {\displaystyle I_{B}=I_{C}}. Primeri linearnih rotora su: ugljenik dioksid, cijanovodonik, acetilen.
Jednačine, koje su prikazane za dvoatomne molekule, mogu se primeniti i za linearne rotore; razlika je u računanju momenta tromosti i u računanju sprezanja vibracija i rotacija.
Linearni višeatomni molekuli (molekuli koje imaju više od tri atoma) imaju 3N-5 vibracionih stupnjeva slobode, gde je N broj atoma: ukupni broj stupnjeva slobode je 3N, što dolazi od broja koordinata kojima se mogu opisati položaji svih atoma u molekulu, od kojih tri stupnja slobode otpadaju na ukupni položaj molekula u prostoru (na translaciju), a dve, na rotacije molekula. Tada izraz za {\displaystyle B_{v}} postaje:
{\displaystyle B_{v}(J)=B_{e}-\sum _{i=1}^{3N-5}\alpha _{e,i}\left(v_{i}+{\frac {d_{i}}{2}}\right)+\sum _{i=1}^{3N-5}\gamma _{e,i}\left(v_{i}+{\frac {d_{i}}{2}}\right)^{2}+...}
gde je {\displaystyle d_{i}} degeneracija vibracijskog nivoa.

### Simetrični rotori
Simetrični rotori se mogu podeliti na: izdužene simetrične rotore i spljoštene simetrične rotore, zavisno oa odnosa momenata tromosti:
simetrični izduženi rotori: {\displaystyle I_{A}<I_{B}=I_{C}}
simetrični spljošteni rotori: {\displaystyle I_{A}=I_{B}<I_{C}}
Primeri spljoštenih simetričnih rotora su: benzen, bor trifluorid, ciklopropan, ...
Primeri izduženih simetričnih rotora su: metil hlorid, alen, ...
Rotacione konstante se računaju za svaku osu rotacije:
{\displaystyle A={\frac {h^{2}}{8\pi ^{2}I_{A}}}}, {\displaystyle B={\frac {h^{2}}{8\pi ^{2}I_{B}}}}, {\displaystyle C={\frac {h^{2}}{8\pi ^{2}I_{C}}}}
Simetrični rotori, pored rotacionog kvantnog broja J, imaju i kvantni broj projekcije rotacije: K, te kvantni broj projekcije na laboratorijsku z osu: {\displaystyle M_{J}}. Kvantni broj K i {\displaystyle M_{J}} mogu poprimiti vrednosti:
{\displaystyle K=-J,-J+1,...,0,...,J-1,J}
{\displaystyle M_{J}=-J,-J+1,...,0,...,J-1,J}
Rotacije s različitim {\displaystyle M_{J}} imaju istu energiju. Uzevši u obzir da se kvantni broj {\displaystyle K} obično označava kao pozitivna vrednost, ukupna degeneracija rotacionog kretanja simetričnog rotora je {\displaystyle 2J(J+1)}, osim u slučaju kada je {\displaystyle K=0}: {\displaystyle J(J+1)}.
U opštem slučaju, rotacijski član izduženog simetričnog rotora je:
{\displaystyle F_{v}(J,K)=BJ(J+1)-D_{J}[J(J+1)]^{2}+(A-B)K^{2}-D_{K}K^{4}-D_{JK}J(J+1)K^{2}...}.
Rotacioni član spljoštenog simetričnog rotora je sličan:
{\displaystyle F_{v}(J,K)=BJ(J+1)-D_{J}[J(J+1)]^{2}+(C-B)K^{2}-D_{K}K^{4}-D_{JK}J(J+1)K^{2}...}.
Rotacione konstante: {\displaystyle A}, {\displaystyle B}, {\displaystyle C}, te konstante centrifugalne distorzije: {\displaystyle D_{J}}, {\displaystyle D_{K}} i {\displaystyle D_{JK}}, zavise od vibracija, kao što je prikazano na primeru dvoatomnih molekula.
Izborna pravila za rotacione prelaze simetričnih rotora, vođenih dipolnim momentom su: {\displaystyle \Delta J=\pm 1} i  {\displaystyle \Delta K=0}.
Iz toga sledi položaj linija u spektru:
{\displaystyle \Delta \Delta F(J)=2B(J+1)-4D_{J}(J+1)^{3}-2D_{JK}(J+1)K^{2}}
Simetrični kruti rotor imao bi gotovo identični rotacijski spektar kao i linearni rotor, samo bi položaji linija bili pomaknuti za {\displaystyle 4D_{J}(J+1)^{3}}. Zbog trećeg člana u formuli, centrifugalna distorzija uzrokuje cepanje linija na {\displaystyle J+1} liniju.
Primena električnog polja na uzorak ukida degeneraciju {\displaystyle M_{J}} kvantnih brojeva. Ova pojava se naziva Štarkov efekat.

### Sferni rotori
Sferni rotori imaju sve momente tromosti jednake: {\displaystyle I_{A}=I_{B}=I_{C}}. Primeri sfernih rotora su molekuli kubne simetrije: metan, kuban,  {\displaystyle B_{12}}, fuleren...
Rotacioni član krutog sfernog rotora je:
{\displaystyle F(J)=BJ(J+1)}
Degeneracija rotacionih članova je {\displaystyle [J(J+1)]^{2}}.
Sferni rotori, zbog svoje visoke simetrije, nemaju trajni dipolni moment niti anizotropnu polarizabilnost. Zbog toga sferni rotori nemaju mikrotalasni niti Ramanov spektar. Centrifugalna distorzija može deformirati sferni rotor, u dovoljnoj meri da u visokim rotacionim stanjima, sferni rotor pređe u simetrični i pokaže spektar.

### Asimetrični rotori
Asimetrični rotori imaju momente tromosti, duž različitih glavnih osa rotacije, različite:
{\displaystyle I_{A}\neq I_{B}\neq I_{C}}. Energijski nivoi se opisuju glavnim rotacionim brojevima: {\displaystyle J_{A}}, {\displaystyle J_{B}}, {\displaystyle J_{C}}, te kvantnim brojevima projekcije rotacije na molekulske rotacione ose: {\displaystyle K_{A}}, {\displaystyle K_{B}}, {\displaystyle K_{C}}. Degeneracija između projekcija rotacija na molekulsku ose rotacije kod asimetričnih rotora ne postoji, a izborna pravila nisu rigorozna kao kod drugih rotora, pa rotacijski spektri imaju puno linija. To spektre čini zamršenim i teškim za asignaciju. Analiza spektra se obično provodi poređenjem s prethodno izračunatim vrednostima položaja linija. Spektar se konceptualno može pojednostaviti poređenjem asimetričnog rotora sa simetričnim rotorom. Stupanj asimetričnosti se može prikazati konstantom {\displaystyle \kappa }:
{\displaystyle \kappa ={\frac {2B-A-C}{A-C}}}.
Vrednost {\displaystyle \kappa } može biti između +1 i -1. Simetrični spljošteni rotori imaju vrednost {\displaystyle \kappa =+1}, a Simetrični izduženi rotori imaju {\displaystyle \kappa =-1}. Asimetrični rotori imaju vrednosti {\displaystyle \kappa } između tih vrednosti. Većina asimetričnih rotora ima vrednosti {\displaystyle \kappa } blizu +1 ili -1.
Izborna pravila se mogu podeliti u tri skupa:
prelazi tipa a: {\displaystyle \mu _{a}\neq 0} {\displaystyle \Delta K_{A}=0,\pm 2\pm 4...}, {\displaystyle \Delta K_{C}=\pm 1\pm 3\pm 5...}
prelazi tipa b: {\displaystyle \mu _{b}\neq 0} {\displaystyle \Delta K_{A}=\pm 1,\pm 3\pm 5...}, {\displaystyle \Delta K_{C}=\pm 1\pm 3\pm 5...}
prelazi tipa c: {\displaystyle \mu _{a}\neq 0} {\displaystyle \Delta K_{A}=\pm 1,\pm 3\pm 5...}, {\displaystyle \Delta K_{C}=0,\pm 2\pm 4...}
Prelazi s većim {\displaystyle \Delta K} su puno slabiji.

## Primena rotacione spektroskopije
Kako rotaciona konstanta zavisi od momenta tromosti, a moment tromosti od geometrijskih parametara molekula, određivanjem rotacionih konstanti, moguće je odrediti geometrijske parametre molekula: dužine veza, uglove i torzione uglove. Problem je što momenti tromosti, kod višeatomnih molekula zavise od mnoštva geometrijskih parametara, koji se ne mogu dobiti iz jedne rotacione konstante. Zbog toga je potrebno snimiti mikrotalasne spektre molekula s pojedinim atomima supstituisanim odgovarajućim izotopima. Na taj način se dobija nekoliko momenata tromosti, pomoću kojih se, uz pretpostavku da su geometrijski parametri izotopno supstituiranih molekula jednaki, mogu rešiti geometrijski parametri. Geometrijski parametri, određeni mikrotalasnom spektroskopijom, smatraju se najtačnije određenim geometrijskim parametrima. Mikrotalasna spektroskopija je jedna od retkih metoda kojima se struktura molekula može određivati u gasovitoj fazi.
Primenom Štarkovog efekta mogu se veoma precizno određivati dipolni momenti molekula, i druga električna svojstva molekula.
Mikrotalasna spektroskopija je nezamjenjiva metoda u astronomiji. U astronomiji, mikrotalasno područje proučava grana astonomije koja se zove radioastronomija, jer su radio teleskopi obično tako konstruisani da primaju radio talase i mikrotalasno zračenje. Pomoću mikrotalasnog spektra, astronomi mogu analizirati molekule u maglinama koje su mnogo hiljada svetlosnih godina udaljeni od Zemlje.

## Spoljašnje veze
- Simulator spektra infracrvenog gasa Архивирано на веб-сајту  (25. март 2013)
- Rotacioni spektar